# Frankenstraße 6 (Stralsund)

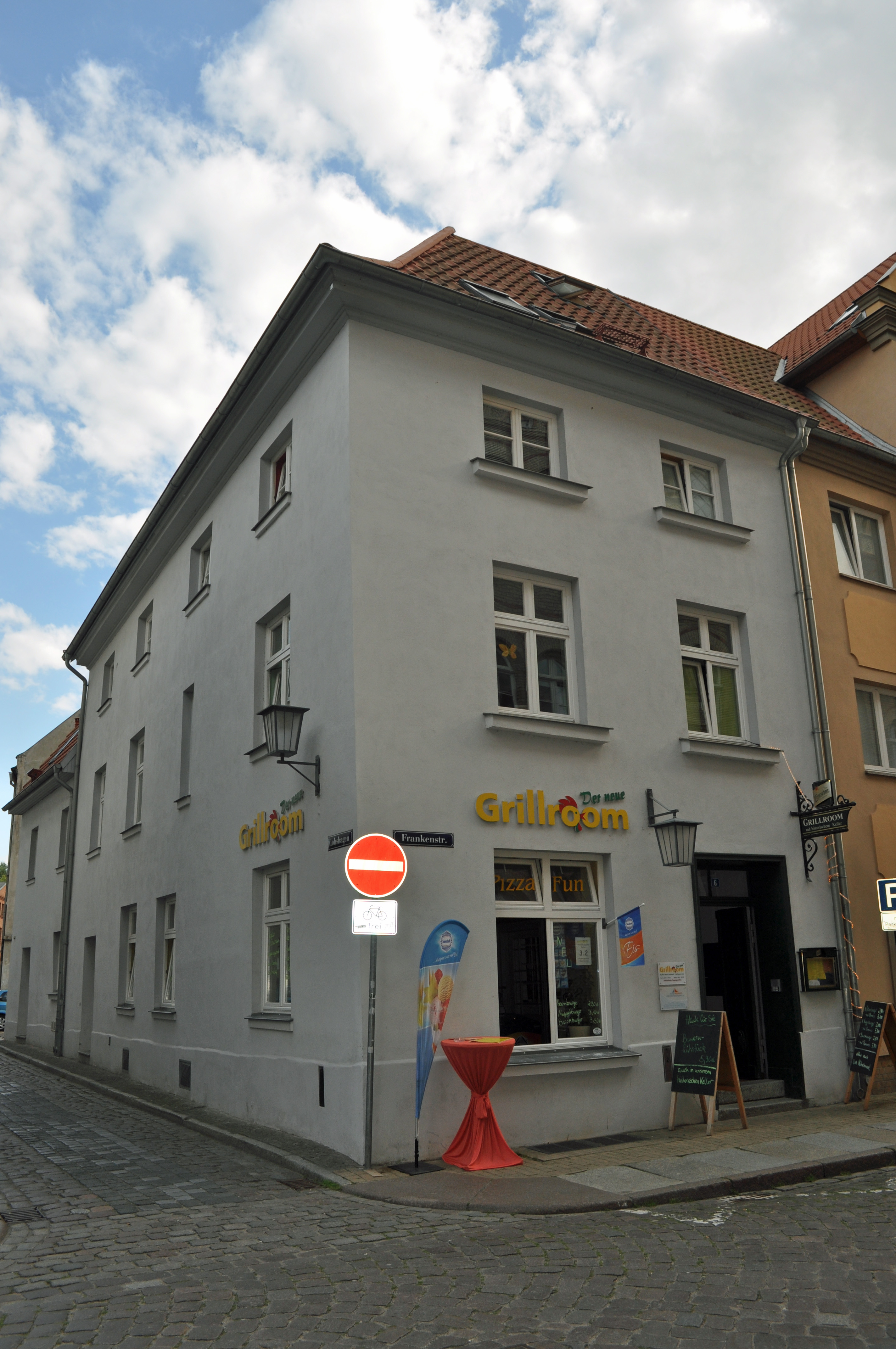
Das Haus Frankenstraße 6 Stralsund (2011)

Das Haus mit der postalischen Adresse Frankenstraße 6 ist ein unter Denkmalschutz stehendes Gebäude in der Frankenstraße in Stralsund, an der Ecke zur Straße Lobshagen.
Der dreigeschossige Putzbau mit Walmdach wurde in der zweiten Hälfte des 18. Jahrhunderts errichtet. Die geschnitzte Holztür stammt vom Anfang des 19. Jahrhunderts. Das Haus beherbergt im Erdgeschoss eine Shisha-Bar.
Das Haus liegt im Kerngebiet des von der UNESCO als Weltkulturerbe anerkannten Stadtgebietes des Kulturgutes „Historische Altstädte Stralsund und Wismar“. In die Liste der Baudenkmale in Stralsund aus dem Jahr 1997 ist es mit der Nummer 216 eingetragen.